# Jean Lomami
Jean Lomami, né le 27 juillet 1982 à Bujumbura au Burundi, est un footballeur international rwandais au poste d'attaquant. 
Il joue actuellement pour le club zambien du Roan United. Il compte 17 sélections pour 3 buts en équipe nationale entre 2003 et 2009.

## Biographie

### Équipe nationale
Jean Lomami est convoqué pour la première fois par le sélectionneur national Ratomir Dujković pour un match des éliminatoires de la Coupe du monde 2010 face à la Namibie le 12 octobre 2003. Il honore ainsi sa première sélection en tant que titulaire et se distingue en marquant le troisième but (victoire 3-0).
Il représente son pays lors de la Coupe d'Afrique des nations 2004.
Il compte 17 sélections et 3 buts avec l'équipe du Rwanda entre 2003 et 2009.

## Palmarès
- Avec l'APR FC : 
  - Champion du Rwanda en 2001

- Avec le Power Dynamos : 
  - Vainqueur de la Coupe de Zambie en 2003

- Avec l'Al-Merreikh Omdurman : 
  - Vainqueur de la Coupe du Soudan en 2005

- Avec l'ATRACO FC : 
  - Vainqueur de la Coupe du Rwanda en 2009

## Statistiques

### Buts en sélection
Le tableau suivant liste tous les buts inscrits par Jean Lomami avec l'équipe du Rwanda.